# SOLDIER-K
SOLDIER-K（ソルジャーケイ、本名 大石 慶太郎）、1985年3月24日 - ）は日本のヒップホップMC（ラッパー）。愛知県北名古屋市出身。所属レーベル HYPE MUZIK ENTERTAINMENT。活動期間 2009年-現在。

## 人物
北名古屋市師勝幼稚園 北名古屋市立師勝小学校 北名古屋市立師勝中学校出身で弟が1人居る。
現在のソロ活動の前にはSOLDIER-K & CHIPで10年以上音楽活動をしていた。
地元の北名古屋市を音楽で活性化させる為に、北名古屋市が後援につくフェスも主催していた。 
日本のラッパー「SHO」の自主制作映画「NEVER GIVE UP」にも友達役として出演もしている。

## 来歴
- 2011年SOLDIER-K & CHIPを結成
- 2013年 国内最大級のヒップホップ・イベント MONSTER VIBESに出演
- 2014年 CDアルバム「UN FINISH」を全国リリース
- 2017年 北名古屋市音楽祭に出演
- 2019年 CDアルバム「A LIFE」を全国リリース、名古屋Lion theaterで「A LIFE」リリースワンマンライブ成功、RINKU BEACH FESに出演
- 2022年 KITANAGOYA DREAM FESTIVALに出演、SOLDIER-K & CHIP解散
- 2023年 SOLDIER-Kソロ名義「PLAYAZ NIGHT feat.ARK TALK BOX」[1]・「INDEPENDENT」[2]を全国デジタル配信リリース
- 2024年 北名古屋市平和夏祭りに出演
- 2025年 1st ALBUM「THE INDEPENDENT」の中から先行配信リリースした4EVER U&I （feat...Rion）は、僅か2ヶ月で100万ストリーミングを突破した。TikTok音楽チャート50にチャートインし、19位を獲得した。Apple music R&B/SOULランキング9位、iTunes store R&B/SOULランキング8位を獲得。1st ALBUM「THE INDEPENDENT」を各社配信リリース。"iTunes store（日本の）ヒップホップ／ラップ トップアルバム"の36位にランクイン。1300人キャパシティの大型ライブハウス「Lives NAGOYA」にて、ワンマンライブ「INDEPENDENT」を大成功させた。
- Beach side vibes vol.1出演